# Municipalités du Qatar
Le Qatar est composé de huit subdivisions, appelées baladiyat (arabe : بلدية baladiyah, pluriel بلديات baladiyat), terme qui peut être traduit par « municipalité ».

## Organisation territoriale avant 2004

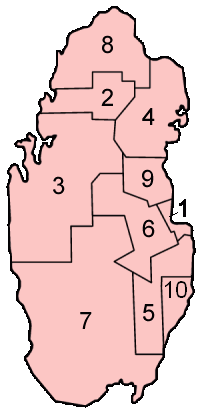
Provinces du Qatar par ordre alphabétique avant 2004.

Avant 2004, le Qatar comprenait dix subdivisions :
1. Ad Dawhah ;
2. Al Ghuwariyah ;
3. Al Jumaliyah ;
4. Al Khawr ;
5. Al Wakrah ;
6. Al Rayyan ;
7. Jariyan al Batnah ;
8. Ash Shamal ;
9. Umm Salal ;
10. Mesaieed.

## Organisation territoriale de 2004 à 2014

Provinces du Qatar depuis 2004.

|   | Municipalité       | Code  | Population (2010) | Superficie (en km2) | Densité |
| - | ------------------ | ----- | ----------------- | ------------------- | ------- |
| 1 | Madinat ash Shamal | QA-MS | 7 975             | 902                 | 8,8     |
| 2 | Al Khawr           | QA-KH | 193 983           | 1 551               | 125,0   |
| 3 | Umm Salal          | QA-US | 60 509            | 310                 | 195,1   |
| 4 | Al Daayen          | QA-ZA | 43 176            | 236                 | 182,9   |
| 5 | Al Rayyan          | QA-RA | 455 623           | 5 818               | 78,3    |
| 6 | Ad Dawhah          | QA-DA | 796 947           | 234                 | 3 405,7 |
| 7 | Al Wakrah          | QA-WA | 141 222           | 2 520               | 56,0    |
|   | Total              |       | 1 699 435         | 11 571              | 146,8   |

## Organisation territoriale depuis 2014
Précédemment au nombre de sept depuis 2004, la municipalité de Al-Shahaniya a été créée en 2014, à partir d'une scission de la municipalité de Al Rayyan.

Provinces du Qatar depuis 2014.

|   | Municipalité | Capitale                  | Superficie (km²) | Population | Densité (hab/km²) | Localisation |
| - | ------------ | ------------------------- | ---------------- | ---------- | ----------------- | ------------ |
| 1 | Ash Shamal   | Madinat ash Shamal (en)   | 859              | 8 794      | 10                |              |
| 2 | Al Khawr     | Al-Khor                   | 1 613,3          | 202 031    | 130               |              |
| 3 | Al-Shahaniya | Al-Shahaniya (ville) (en) | 3 309            | 187 571    | 57                |              |
| 4 | Umm Salal    | Umm Salal Ali (en)        | 318,4            | 90 835     | 290               |              |
| 5 | Al Daayen    | Umm Qarn (en)             | 290,2            | 24 772     | 190               |              |
| 6 | Ad-Dawhah    | Doha                      | 202,7            | 796 947    | 3 405             |              |
| 7 | Al Rayyan    | Al Rayyan (ville)         | 2 450            | 605 712    | 250               |              |
| 8 | Al Wakrah    | Al Wakrah (ville)         | 2 577,7          | 193 983    | 194               |              |